# La sombra del pasado
La sombra del pasado (no Brasil: A Sombra do Passado) é uma telenovela mexicana produzida por Mapat de Zatarain para Televisa e foi exibida pelo Las Estrellas entre 10 de novembro de 2014 e 17 de maio de 2015, substituindo La malquerida e sendo substituída por La vecina. 
É um remake da telenovela mexicana El manantial, produzida em 2001.
A trama é protagonizada por Michelle Renaud e Pablo Lyle e antagonizada por Alexis Ayala, Alejandra Barros, Cynthia Klitbo e Thelma Madrigal, e com a participação especial de Susana González.

## Sinopse
Santa Lucía é um povoado pequeno onde todos se conhecem e os rumores correm como faísca. Nele há dos famílias que durante muito tempo tiveram diferencias e que acumularam rancores com o passar dos anos.
Severiano Mendoza e sua esposa Candela estão fazendo uma grande festa em sua fazenda "Las Ánimas" com o batismo de Cristóbal, seu primogênito, acompanhados de todo o povoado. A família Mendoza é muito rica, poderosa e respeitada em Santa Lucía e se dedica a criação de cavalos.
Esse mesmo dia, Raymundo e Roberta Alcocer celebram o batismo de sua pequena Aldonza na igreja local. Raymundo é muito trabalhador mas com caráter muito forte e Roberta, sua esposa, é uma mulher vulgar, ressentida e amante de Severiano Mendonza.
Um dia Raymundo descobre sua esposa e Severiano juntos em uma cabana fazendo amor, enfurecido, ele golpeia Severiano até quase tirar sua vida. Roberta no meio desse caos, mata seu próprio esposo salvando a vida de seu amante.
A partir desse momento a relação entre Severiano e Roberta se complica criando um profundo ódio entre ambos. Aldonza e Cristóbal crescem em um mundo de rancor sem conhecer a causa real do ódio entre as duas famílias.
Os dois jovens, apesar de suas famílias não aprovarem, tentam de fortalecer seu amor mas Severiano Mendoza, o homem mais respeitado do povoado, de uma forma muito baixa e covarde faz que Roberta, sua irmã Adelina e Aldonza fujam de Santa Lucía sem dar explicações, partindo o coração de Cristóbal Mendoza.
Anos depois, Aldonza já formada como engenheira agrônoma, volta a Santa Lucía com sua tia Adelina e fica sabendo que Cristóbal se casará com sua prima Valeria. Ambos jovens ainda sentem um forte carinho um pelo outro e lutarão contra todos para se casarem e desfrutarem seu amor.

## Elenco
- Michelle Renaud - Aldonza Alcocer Lozada
- Pablo Lyle - Cristóbal Mendoza Rivero
- Alexis Ayala - Severiano Mendoza
- Alejandra Barros - Candela Rivero de Mendoza
- Susana González - Roberta Lozada Torres Vda. de Alcocer
- Alfredo Adame - Padre Jerónimo Alcocer
- Cynthia Klitbo - Prudencia Nava de Zapata
- René Strickler - Raymundo Alcocer
- Lisset - Adelina Lozada Torres
- Thelma Madrigal - Valeria Zapata Nava
- Manuel Ibáñez - Melesio Otero
- Horacio Pancheri - Renato Ballesteros Medrano
- Beatriz Moreno - Dominga Herrera de Otero
- Sachi Tamashiro - Dolores "Lola" Otero
- Alex Sirvent - Emmanuel Zapata / Emmanuel Mendoza Lozada
- Arlette Pacheco - Viviana Simoneta Saavedra
- Luis Xavier - Humberto Zapata
- Yolanda Ventura - Irma de Lagos
- Marco Uriel - Uriel Lagos
- Diego de Erice - Tomás Garcés
- José Carlos Farrera - Abelardo Lagos
- Aarón Hernán - Padre Sixto
- Fernando Cermeño - Joaquín
- Fernanda López - María de los Ángeles "Mary" Lagos
- Archie Lanfranco - Gonzalo Ballesteros
- Sandra Kai - Silvia Cadena
- Jauma Mateu - Patricio "Pato" Morán
- Regina Rojas - Flavia
- José Elías Moreno - Antonio Santos
- Cassandra Sánchez-Navarro - Verónica Santos
- Arturo Muñoz  - Don Camilo
- Mónica Zorti - Lulú
- Miguel Angel Monfort - Adriano
- Sergio Jurado - Comandante
- Magda Karina - Tere
- Graciela Bernardos - Lourdes
- Maricarmen Vela - Madre Superiora
- Stephanie Ayala - Sor Bernardita
- Juan Carlos "El Borrego" Nava - Edmundo
- David Palazuelos - Policial que ajuda Emmanuel
- Ricardo Vera - Amigo de Severiano

## Audiência
A trama estreou com excelentes 20 pontos. Bateu recorde na primeira semana, alcançando 21.2 (21)  pontos no dia 12 de novembro de 2014 e sendo essa a maior audiência da trama. Já sua menor audiência é de 11 pontos, alcançada em 3 de abril de 2015. O último capítulo teve média de 17 pontos. Terminou com uma média de 17.7 (18) pontos.

## Prémios e indicações
| Categoria                    | Nomeado (a)                                            | Resultado |
| ---------------------------- | ------------------------------------------------------ | --------- |
| Melhor telenovela            | MaPat López de Zataraín                                | Indicado  |
| Melhor atriz protagonista    | Michelle Renaud                                        | Indicado  |
| Melhor ator protagonista     | Pablo Lyle                                             | Venceu    |
| Melhor atriz antagonista     | Alejandra Barros                                       | Indicado  |
| Melhor ator antagonista      | Alexis Ayala                                           | Indicado  |
| Melhor atriz juvenil         | Thelma Madrigal                                        | Indicado  |
| Melhor ator juvenil          | Diego de Erice                                         | Indicado  |
| Melhor primeira atriz        | Cynthia Klitbo                                         | Indicado  |
| Melhor atriz co-estrelar     | Susana González                                        | Venceu    |
| Melhor atriz secundária      | Beatriz Moreno                                         | Indicado  |
| Melhor ator secundário       | Manuel Ibáñez                                          | Indicado  |
| Melhor ator revelação        | Juan Carlos Ferrara                                    | Venceu    |
| Melhor história ou adaptação | Antonio Abascal Carlos Daniel González Dante Hernández | Indicados |
| Melhor direção de cena       | José Elías Moreno                                      | Indicado  |